# Прапор Гре-Дуасо
Прапор Гре-Дуасо був прийнятий рішенням ради 16 березня 1999 року як прапор муніципалітету Гре-Дуасо в провінції Валлонський Брабант. Прапор можна описати так:
Шість однакових довгих смуг червоного і білого кольорів.
Прапор не був підтверджений урядом Французької спільноти до 15 липня 2003 року. Кольори прапора походять від міського герба. Прапор схожий на кручений герб колишніх панів Гре-Дуасо.

Герб Гре-Дуасо